# Lupinus fieldii
Lupinus fieldii är en ärtväxtart som beskrevs av James Francis Macbride. Lupinus fieldii ingår i släktet lupiner, och familjen ärtväxter. Inga underarter finns listade i Catalogue of Life.